# Librazhd
Librazhd (albánsky: Librazhd nebo Librazhdi) je hlavní město okresu Librazhd v albánském kraji Elbasan. Nachází se ve východní části země, protéká jím řeka Shkumbin. Populaci tvoří přibližně 11 500 obyvatel. Poloha města je 41°19′ s. š., 20°32′ v. d.. Sídlí zde fotbalový klub KS Sopoti Librazhd. Východně od něj se rozkládá Národní park Shebenik-Jabllanicë.

## Klimatické podmínky
Průměrná roční teplota zde dosahuje 13,4 °C, maximální zaznamenaná je 40,7 °C ze dne 14. září 1957 a minimální teplota potom z roku 1968, kdy se jednalo o -15,7 °C.

## Historie

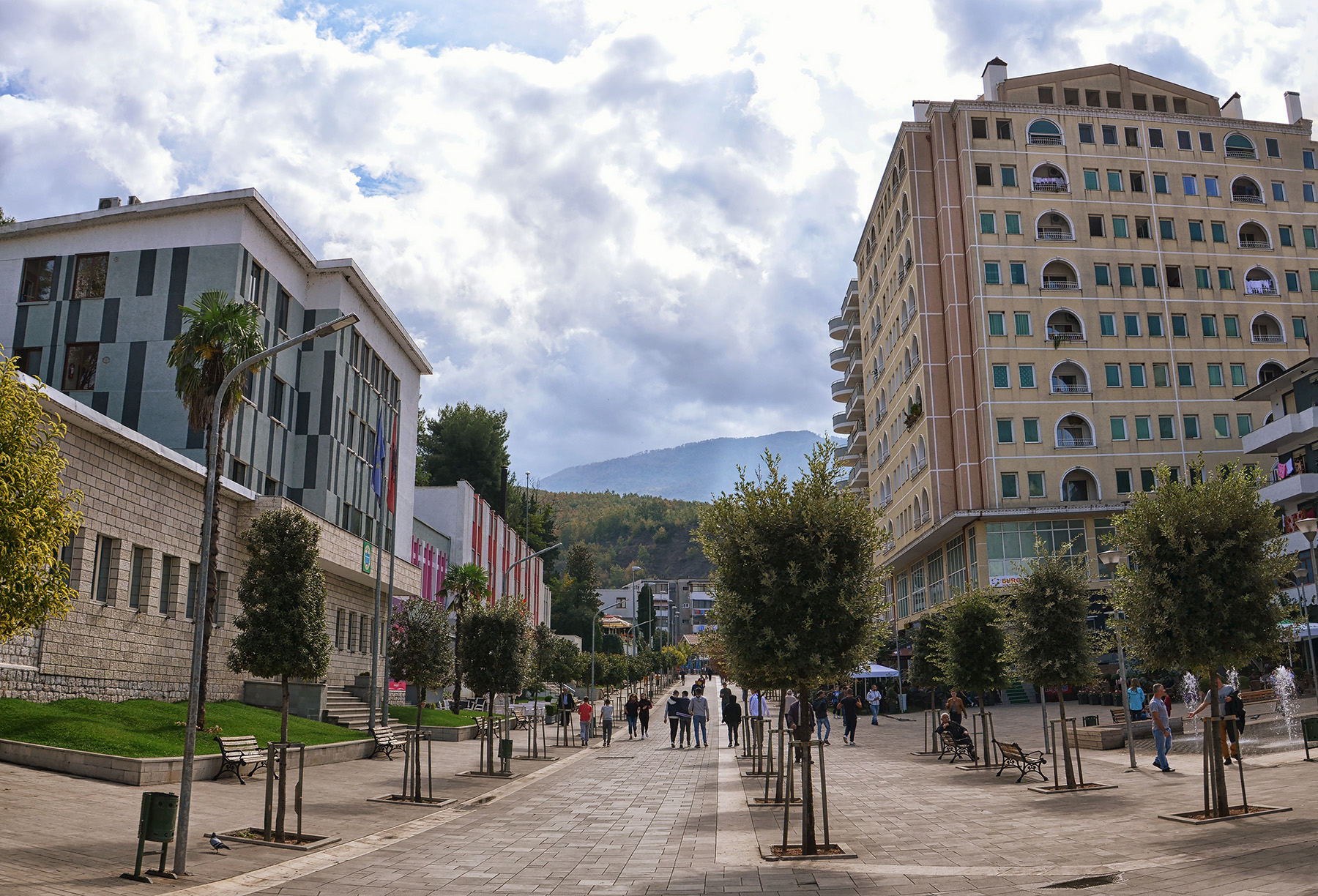
Střed města v roce 2018.

Osada se rozvíjela na místě, kde se v dobách Římské říše nacházela Via Egnatia, cesta vedoucí z dnešní Drače dále na východ, až do Cařihradu.
Město oficiálně získalo svůj status v roce 1960 a je jedním z nejmladších v Albánii. Předchozí ves se rozvíjela jen pozvolna. Roku 1895 zde byla např. otevřena první škola. V druhé polovině 20. století zde vznikla řada bytových bloků, typických i pro jiná albánská města. Postaveno bylo zcela nové náměstí, které bylo v 21. století rekonstruováno.

## Ekonomika
Za komunistického režimu bylo v Albánii známé především pěstováním vína a dalšími alkoholickými nápoji, vyráběnými v místních závodech. V okolí města se nacházely doly na těžbu nerostných surovin. Po začátku nového tisíciletí se v Librazhdu již téměř nic nevyrábí, původní podniky zkrachovaly v 90. letech 20. století. Město žije jako regionální centrum ze služeb, obchodu, administrativy a dopravy.

## Kultura
Město má vlastní muzeum.

## Administrativní členění
Součástí okresu je ještě 77 vesnic.

## Doprava
Městem prochází silnice SH3 z Elbasanu do Pogradce (k Ochridskému jezeru). Ve stejném směru je vedena rovněž i železniční trať, která v 21. století byla ve velmi špatném stavu a není na ní provozována osobní doprava. Městem trať podchází několika tunely.
Kromě toho z Librazhdu vede také regionální silnice směrem na sever k makedonskému Debaru. Výhledově má být vybudována moderní silnice, která povede mimo střed města a dále bude pokračovat k hranici se Severní Makedonií.

## Osobnosti
- Taulant Balla (nar. 1977), politik